# Anton Rüther
Anton Rüther (* 25. November 1951) ist ein ehemaliger deutscher Fußballspieler.

## Werdegang
Der Stürmer Anton Rüther begann seine Karriere bei Grün-Weiß Steinhausen aus Büren im Kreis Paderborn. Im Sommer 1973 wechselte er für eine Ablösesumme von 10.000 Mark zu Arminia Bielefeld in die Regionalliga. Mit den Bielefeldern qualifizierte sich Rüther ein Jahr später für die neu geschaffene 2. Bundesliga. Sein Zweitligadebüt feierte Anton Rüther am 3. August 1974 beim 1:1 gegen Borussia Dortmund. Es war der erste von neun Zweitligaeinsätzen des Stürmers. Im Sommer 1975 verließ er Bielefeld mit unbekanntem Ziel und spielte später noch für den FC Gohfeld.
Nach seiner Fußballkarriere arbeitete Anton Rüther als Latein-, Sport- und Erdkunde-Lehrer und unterrichtete am Aldegrever-Gymnasium in Soest.